# 大庭桂
大庭 桂（おおば けい、1957年〈昭和32年〉 - ）は、熊本県出身の小説家。福井県勝山市平泉寺町在住。神職の資格も持つ。児童文学のほか、翻訳などを手掛ける。ウェブサイト『たじみより』にて「おばけつぶやき帳」を投稿。
建築家・吉田桂二（よしだけいじ）と親交が深く、「夢屋ものがたり」「恋歌」とも氏との親交のなかで生まれた作品である。

## 略歴
西南学院大学文学部外国語学科卒業。1997年「夢屋ものがたり」で毎日児童小説優秀賞を受賞、同年「恋歌」で長塚節文学賞大賞を受賞、1999年「竜の谷のひみつ」で毎日児童小説優秀賞を受賞。

## 家族
夫は平泉寺白山神社宮司・金沢工業大学教授である平泉隆房。その縁で2011年に平泉の世界遺産登録を記念して作成された岩手県平泉町の町民愛唱歌「平泉讃歌」の作詞を依頼により手掛けている。

## 著書
- 『竜の谷のひみつ』
- 『夢屋ものがたり』
- 『恋歌』
- 『造景する旅人』